# Cynoglossus itinus
Cynoglossus itinus es una especie de pez de la familia Cynoglossidae en el orden de los Pleuronectiformes.

## Distribución geográfica
Se encuentran desde las  costas del Japón hasta el Mar de la China Meridional.